# Vahl-Ebersing
Vahl-Ebersing és un municipi francès situat al departament del Mosel·la i a la regió del Gran Est. L'any 2007 tenia 552 habitants.

## Demografia

### Població
El 2007 la població de fet de Vahl-Ebersing era de 552 persones. Hi havia 198 famílies, de les quals 40 eren unipersonals (8 homes vivint sols i 32 dones vivint soles), 59 parelles sense fills, 91 parelles amb fills i 8 famílies monoparentals amb fills.
La població ha evolucionat segons el següent gràfic:
Habitants censats

### Habitatges
El 2007 hi havia 223 habitatges, 209 eren l'habitatge principal de la família i 14 estaven desocupats. 198 eren cases i 25 eren apartaments. Dels 209 habitatges principals, 181 estaven ocupats pels seus propietaris, 26 estaven llogats i ocupats pels llogaters i 2 estaven cedits a títol gratuït; 6 tenien dues cambres, 18 en tenien tres, 33 en tenien quatre i 152 en tenien cinc o més. 198 habitatges disposaven pel capbaix d'una plaça de pàrquing. A 87 habitatges hi havia un automòbil i a 107 n'hi havia dos o més.

### Piràmide de població
La piràmide de població per edats i sexe el 2009 era:
| Homes | Edats   | Dones |
| ----- | ------- | ----- |
| 0     | 95 o +  | 0     |
| 0     | 90 a 94 | 0     |
| 4     | 85 a 89 | 4     |
| 4     | 80 a 84 | 0     |
| 12    | 75 a 79 | 16    |
| 4     | 70 a 74 | 4     |
| 0     | 65 a 69 | 12    |
| 12    | 60 a 64 | 12    |
| 12    | 55 a 59 | 12    |
| 16    | 50 a 54 | 16    |
| 20    | 45 a 49 | 8     |
| 20    | 40 a 44 | 16    |
| 20    | 35 a 39 | 36    |
| 32    | 30 a 34 | 16    |
| 12    | 25 a 29 | 16    |
| 8     | 20 a 24 | 12    |
| 24    | 15 a 19 | 20    |
| 4     | 10 a 14 | 28    |
| 28    | 5 a 9   | 24    |
| 4     | 0 a 4   | 16    |

## Economia
El 2007 la població en edat de treballar era de 369 persones, 247 eren actives i 122 eren inactives. De les 247 persones actives 233 estaven ocupades (132 homes i 101 dones) i 14 estaven aturades (4 homes i 10 dones). De les 122 persones inactives 39 estaven jubilades, 36 estaven estudiant i 47 estaven classificades com a «altres inactius».

### Ingressos
El 2009 a Vahl-Ebersing hi havia 199 unitats fiscals que integraven 547,5 persones, la mediana anual d'ingressos fiscals per persona era de 18.189 €.

### Activitats econòmiques
Dels 13 establiments que hi havia el 2007, 1 era d'una empresa alimentària, 2 d'empreses de construcció, 3 d'empreses de comerç i reparació d'automòbils, 1 d'una empresa de transport, 2 d'empreses financeres, 1 d'una empresa de serveis, 2 d'entitats de l'administració pública i 1 d'una empresa classificada com a «altres activitats de serveis».
Dels 3 establiments de servei als particulars que hi havia el 2009, 2 eren tallers de reparació d'automòbils i de material agrícola i 1 paleta.
L'any 2000 a Vahl-Ebersing hi havia 8 explotacions agrícoles.

## Equipaments sanitaris i escolars
L'únic equipament sanitari que hi havia el 2009 era una ambulància.
El 2009 hi havia 1 escola maternal i 1 escola elemental.

## Poblacions més properes
El següent diagrama mostra les poblacions més properes.